# Siemion Giendin
Siemion Grigorjewicz Giendin (ros. Семён Григорьевич Гендин, ur. 1902 w Dźwińsku, zm. 23 lutego 1939 w Moskwie) – funkcjonariusz radzieckich organów bezpieczeństwa, szef Razwiedupru – wywiadu Armii Czerwonej (1937–1938).

## Życiorys
Syn żydowskiego lekarza-dentysty. Skończył 5 klas szkoły powszechnej, od października 1918 w RKP(b), 1918-1921 w Armii Czerwonej, uczestnik wojny domowej na Froncie Piotrogrodzkim i Kaukaskim - dowódca plutonu, dowódca baterii i pomocnik dowódcy artylerii w rejonie noworosyjskim.
Od 1921 funkcjonariusz Czeki, śledczy w moskiewskich organach Czeki, 1923-1925 zastępca szefa 6 i 7 Oddziału Wydziału Kontrwywiadowczego OGPU, 1925 szef 7 Oddziału Wydziału Kontrwywiadowczego (KRO) OGPU, 1925-1926 zastępca szefa 6 Oddziału KRO OGPU, 1926–1929 zastępca szefa KRO OGPU Białoruskiej SRR i Politycznego Przedstawicielstwa OGPU w Kraju Zachodnim. Od 1929 w centralnym aparacie OGPU - szef 7 Oddziału KRO (1929–1930), 9 i 10 Oddziału KRO (1930), funkcjonariusz do Zadań Specjalnych Sekcji Specjalnej OGPU (1930–1931), zastępca szefa 1 i 2 Samodzielnego Wydziału OGPU (1931–1933), szef 2 Samodzielnego Wydziału OGPU (1933–1934), szef 4 Samodzielnego Wydziału Głównego Zarządu Bezpieczeństwa Państwowego (GUGB) (1934–1935), równocześnie zastępca szefa Wydziału Specjalnego GUGB (1934–1936). Od września 1936 do kwietnia 1937 szef NKWD obwodu zachodniego (obecnie obwód smoleński), równocześnie zastępca szefa Wydziału Specjalnego GWO, 15 kwietnia - 8 września 1937 zastępca szefa 4 Wydziału (Tajnego Wydziału Politycznego) GUGB. Od 5 grudnia 1935 major, a od 7 października 1936 starszy major bezpieczeństwa państwowego.
Od 8 września 1937 do maja 1938 pełnił obowiązki szefa Zarządu Wywiadu Armii Czerwonej i był członkiem Rady Wojskowej Ludowego Komisariatu Obrony ZSRR.
W okresie "wielkiej czystki" 22 października 1938 aresztowany przez NKWD. 22 lutego 1939 skazany przez Kolegium Wojskowe Sądu Najwyższego ZSRR z oskarżenia o szpiegostwo i udział w organizacji kontrrewolucyjnej na karę śmierci. Stracony następnego dnia. Skremowany w krematorium na Cmentarzu Dońskim, prochy pochowano anonimowo (obecnie mogiła zbiorowa nr 1).
Zrehabilitowany 19 września 1957 postanowieniem Kolegium Wojskowego SN ZSRR.

## Odznaczenia
- Order Lenina (22 lipca 1937)
- Order Czerwonego Sztandaru (dwukrotnie - 16 grudnia 1927 i 22 lutego 1938)
- Medal jubileuszowy „XX lat Robotniczo-Chłopskiej Armii Czerwonej” (22 lutego 1938)
- Odznaka Honorowy Funkcjonariusz Czeki/OGPU (dwukrotnie)